# Szczurkowo
Szczurkowo (niem. Schönbruch) – wieś w Polsce położona w województwie warmińsko-mazurskim, w powiecie bartoszyckim, w gminie Sępopol. W latach 1975–1998 miejscowość administracyjnie należała do województwa olsztyńskiego.
Wieś leżąca na granicy polsko-rosyjskiej, przedzielona szlabanem. Wieś bociania, jedno z najliczniejszych skupisk bocianich gniazd. Po kilka na każdym domostwie i okolicznych drzewach (gniazda umieszczone na specjalnych podestach). W dawnej szkole znajduje się Dom Opieki, w którym urządzono publiczną kaplicę (parafia Żydowo).

## Historia
Dawny majątek i wieś szlachecka. W 1889 r. wraz z folwarkiem Borzęty majątek ziemski zajmował 642 ha. Szkołę założono w XVI w., jako przykościelną. W 1737 r. poddano ją nadzorowi państwowemu. W 1935 r. w szkole pracowało czterech nauczycieli i uczyło się 175 uczniów. W 1939 r. w Szczurkowie mieszkało 1139 osób. Od sierpnia do początku września 1945 roku wieś znajdowała się pod polską administracją, jednak następnie została zajęta przez ZSRR wbrew wcześniejszym ustaleniom granicznym. Po 1945 r. miejscowość została przedzielona granicą i podupadła gospodarczo, w 1945 stała się siedzibą gminy Szczurkowo (zlikwidowanej w tym samym roku). W 1979 r. było tu 29 indywidualnych gospodarstw rolnych, uprawiających łącznie 279 ha ziemi. W tym czasie we wsi był klub, punkt biblioteczny, sala kinowa na 60 miejsc, ośrodek zdrowia i punkt apteczny. W 1983 r. po polskiej stronie znajdowały się 23 domy i mieszkały 222 osoby.

## Urodzeni w Szczurkowie
- Otto von Bolschwing - nazista, zbrodniarz wojenny[6].

## Zabytki
- pałac